# Yiddish Art Theatre

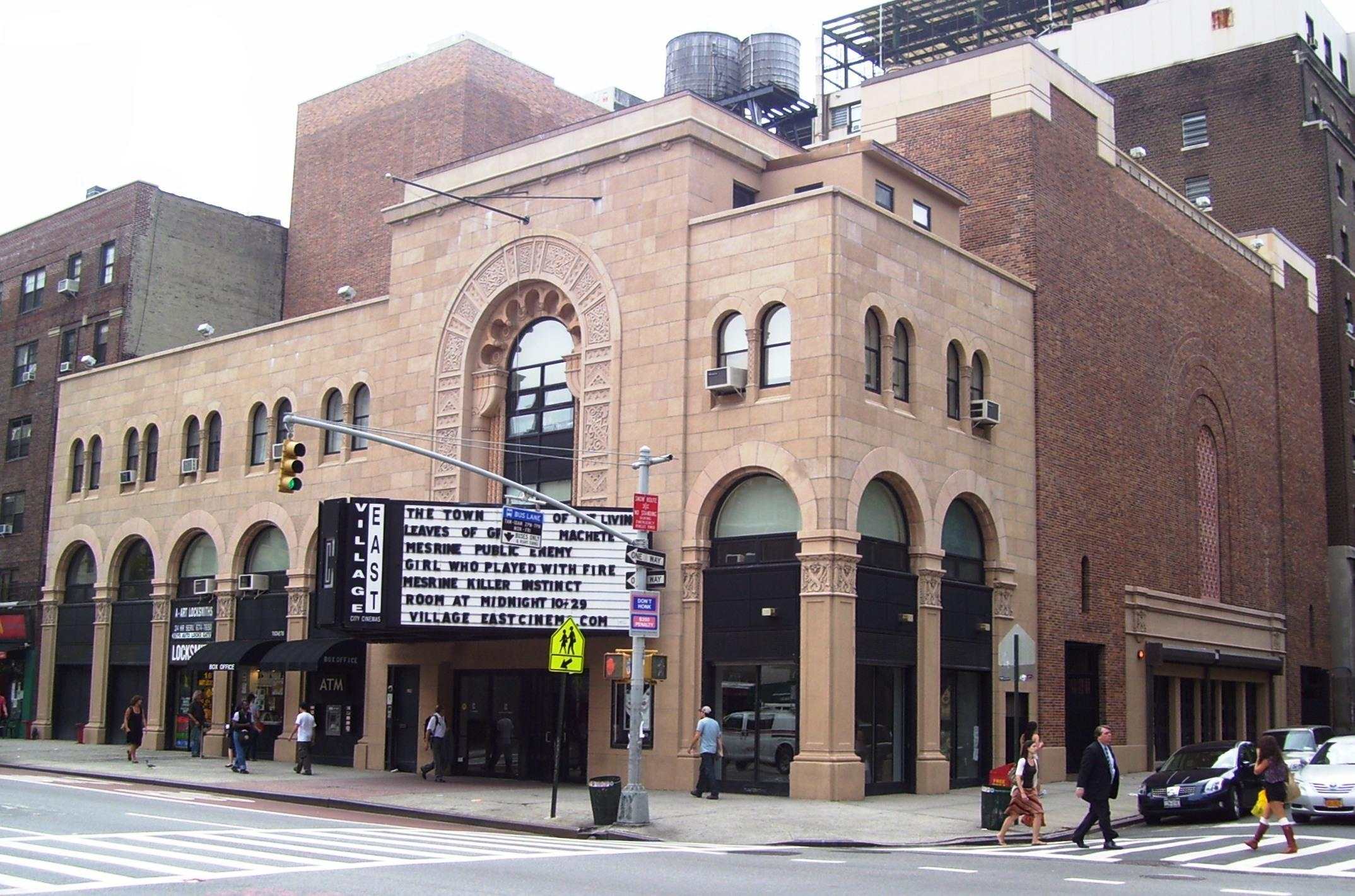
Théâtre Louis N. Jaffe, siège de la compagnie depuis 1926

Le Yiddish Art Theatre était une compagnie de théâtre yiddish new-yorkaise du XXe siècle.

## Histoire

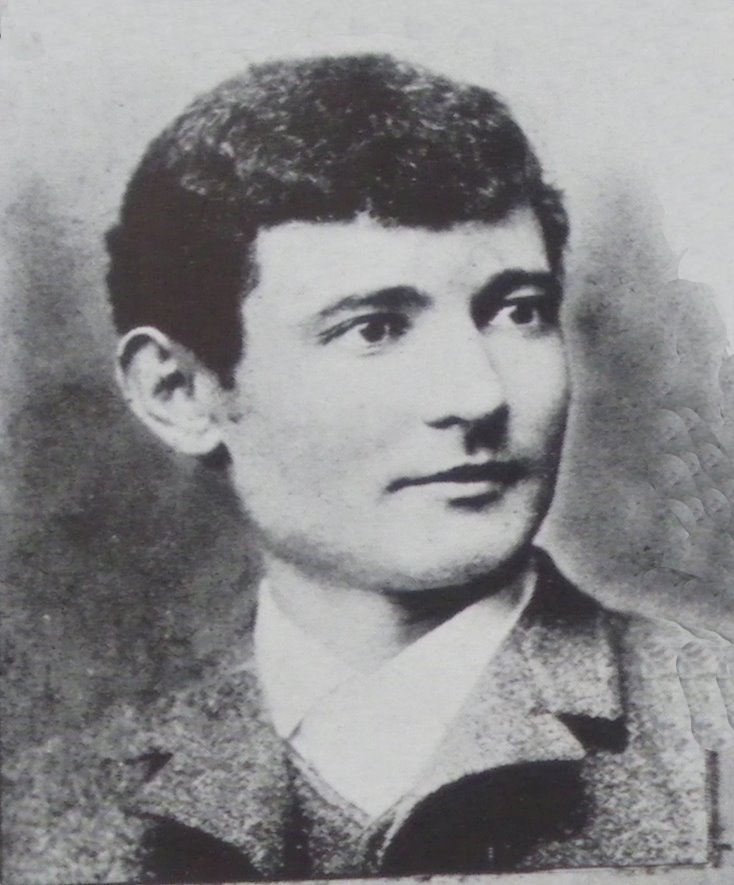
Maurice Schwartz, fondateur du Yiddish Art Theater

L' organisation a été fondée en 1918 par l'acteur et impresario Maurice Schwartz, afin de représenter des œuvres dramatiques ainsi que des œuvres de la littérature mondiale en yiddish,.
New York est devenu un centre populaire de théâtre yiddish à partir de la fin du XIXe siècle, au moment où l'agrandissement d'une population  d’immigrants juifs d’Europe de l’Est a fourni un public enthousiaste et un bassin de talents. Les nouveaux genre de théâtre yiddish tel que les comédies musicales, les dramatiques, les comédies et les traductions de la littérature mondiale fournissaient une dose de divertissement, de découvert et une communauté renforcée. La vie juive d'origine d'Europe de l'Est vivait de son plein.  
Le théâtre yiddish a également joué dans toute la ville, y compris dans le Bronx et Brooklyn.
Le Yiddish Art Théâtre représentait un départ d'un nouveau genre; "le shund". Fondé par le grand acteur Maurice Schwartz en 1918, le théâtre se concentrait sur les œuvres de la littérature mondiale et du sérieux drame yiddish, et était fermement engagé à présenter ces « meilleures » pièces en langue yiddish. Maurice Schwartz a construit le bâtiment du Yiddish Art Theatre au 181 Second Avenue  en 1926. Le bâtiment est toujours en activité et est utilisé comme une salle de cinéma.
À New York, Schwartz a commencé à apprendre à l’école Baron Hirsch sur East Broadway, mais l’impression que le théâtre yiddish ne l’a pas tout à fait satisfé. Il a insisté sur son désir pour le théâtre en « imitant » les gens de son environnement. La parodie de son entourage était énormément exercée. 
À son ouverture le 30 août 1918, la compagnie de Schwartz fut hébergée au Irving Place Theatre à Union Square, à Manhattan,.  Il y a joué pendant trois saisons.  Pour le début de la saison théâtrale 1921/1922, la compagnie déménage au Garden Theatre sur Madison Avenue et 27th Street, où elle reste par intermittence pendant les prochaines quatre saisons, jusqu'au printemps 1925.  C'est au Garden Theatre que Schwartz a présenté la compagnie pour la première fois sous le nom de Yiddish Art Theatre,.   Au cours de ces premières années, la compagnie a présenté des œuvres d'auteurs dramatiques tels que Leonid Andreyev, S. Ansky, Sholem Aleichem, Jacob Gordin, Maxim Gorky, Peretz Hirschbein, David Pinski, Arthur Schnitzler, George Bernard Shaw et Oscar Wilde. 
Le Garden Theatre faisait partie du deuxième complexe du Madison Square Garden, et face aux plans de démolition du complexe, le Yiddish Art Theatre a déménagé au Nora Bayes Theatre sur West 44th Street à l'automne 1925.  Leur location là-bas fut brève, car l'année suivante, le théâtre d'art yiddish déménagea dans son propre théâtre construit à cet effet : le théâtre Louis N. Jaffe, un théâtre néo-mauresque sur la deuxième avenue au cœur du quartier des théâtres yiddish que le développeur de Brooklyn développeur et chef de la communauté juive Louis Jaffe avait construit en 1925-1926 pour abriter l'entreprise.  Les spectacles produits par Maurice Schwartz dans ce nouveau lieu comprenaient une production de « Yoshe Kalb » qui a duré 300 représentations. 
Le théâtre d'art yiddish a fonctionné pendant environ 32 ans à compter de sa fondation, avant de se dissoudre en 1950,.   Au cours de cette période, il a joué des classiques du théâtre yiddish, européen et anglais, allant des œuvres de Sholem Aleichem à William Shakespeare. 

Liste des nombreuses reproductions au Art Yiddish Theater : 
| Yiddish Art Theatre Productions: | |
| - Alexander Pushkin, par Valentino Carrera - American Chassidim, par Chone Gottesfeld - Angels on Earth, par Chone Gottesfeld - The Blacksmith's Daughters, par Peretz Hirshbein - The Brothers Ashkenazi, par I.J. Singer - Chains, by H. Leivick - The Chalk Circle, par Klabund - Dr Herzl, par H.R. Lenz and G. Nilioff - God, Man and Devil, par Jacob Gordin - The Gold Diggers, par Sholem Aleichem - The Golden Chain, par I.L. Peretz - Human Dust, par Osip Dymow - It's Hard to be a Jew, par Sholem Aleichem - Jacques Bergson, par Victor Felder - Jew Suss, par Lion Feuchtwanger - Josephus, par Lion Feuchtwanger - Kiddush Hashem, par Sholem Asch - King Saul, by Paul Heyse - The Lower Depths, par Maxim Gorky | - Mendel Spivack, par Semion Yuskevich - Revolt, by I.B. Zipor - Roaming Stars, par Sholem Aleichem - Sabbati Zevi, par Julian Zhulavsky - Sender Blank, par Sholem Aleichem - The Shepherd King, par Leiser Treistler - Song of the Dnieper, par Zalman Shneour - Stempenyu the Fiddler, par Sholem Aleichem - A String of Pearls, par Sholem Asch - The Tenth Commandment, par Avraham Goldfaden - Tevye the Milkman, par Sholem Aleichem - The Three Gifts, par I.L. Peretz - The Two Kooneylemels, par Avraham Goldfaden - The Water Carrier, par Jacob Prager - The Witch, par Avraham Goldfaden - Who is Who?, par H. Leivick - The Wise Men of Chelm, par Aaron Zeitlin - Yekaterina Ivanovna, par Leonid Andreyev - Yoshe Kalb, par I.J. Singer |